# Viaccess
 (septembre 2022).
Si vous disposez d'ouvrages ou d'articles de référence ou si vous connaissez des sites web de qualité traitant du thème abordé ici, merci de compléter l'article en donnant les références utiles à sa vérifiabilité et en les liant à la section « Notes et références ».

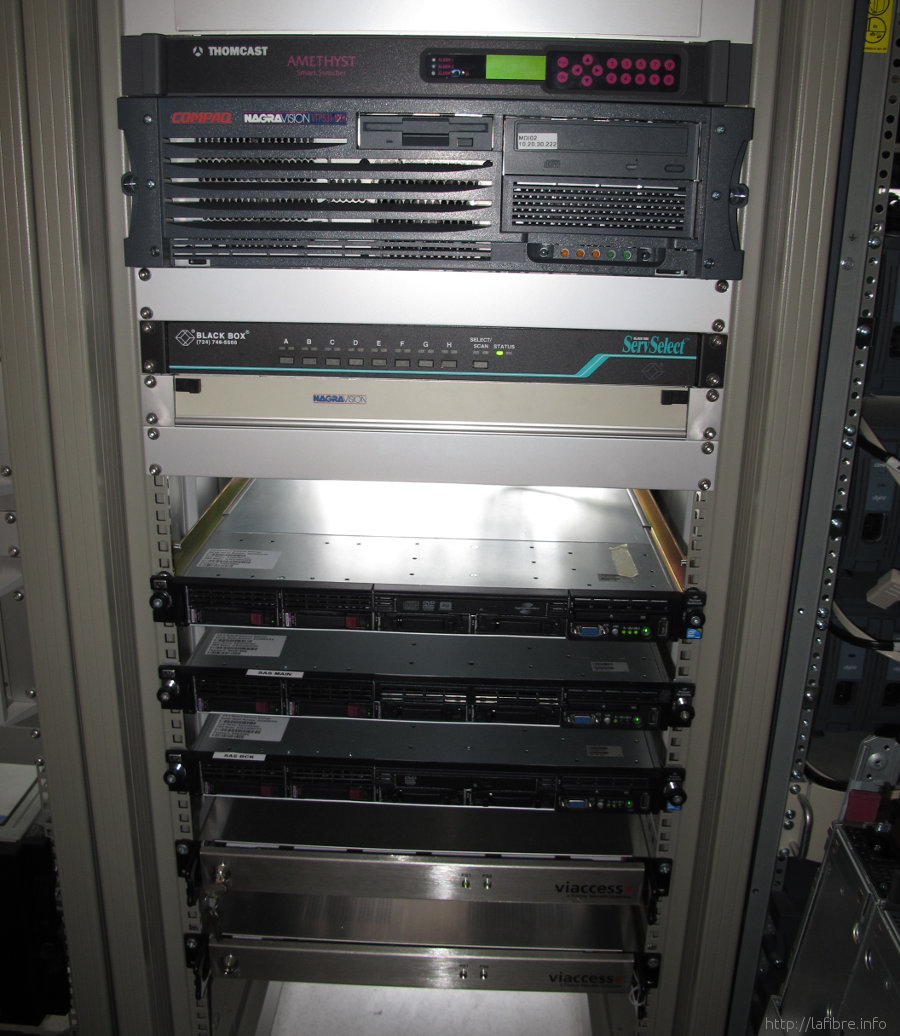
En bas, les serveurs chargés de gérer les clés Viaccess de l'opérateur CityPlay.

Viaccess est un système de contrôle d'accès intégrant un dispositif de chiffrement pour la télévision payante, développé par France Télécom (devenu Orange) et commercialisé auprès des opérateurs de télévision à péage par Viaccess Orca, filiale d'Orange. Successeur du dispositif analogique « Eurocrypt », il est notamment exploité par La TV d'Orange (pour l'ADSL et le satellite), Canalsat, Canal+, AB Sat, BIS Télévisions, la SVT pour SVT World, la SSR SRG et TNTSAT. Jusqu'à sa fusion avec son concurrent, le bouquet TPS a exploité Viaccess.
Viaccess Orca est la société, filiale d'Orange, qui fournit ces systèmes de contrôle d'accès aux chaînes payantes, ainsi que les progiciels leur permettant d'automatiser à distance, sur les cartes à puce d'abonnés, la mise à jour des autorisations et droits d'accès.
En 2011, quatre versions Viaccess sont en service en France ou à l'étranger : PC2.5, PC2.6, Viaccess 3.0 et 4.0 (ex-Fransat).
En 2012, la version Viaccess PC5.0 commence à être déployée.
À partir de 2015, la version PC6.0 estampillée Viaccess Orca est déployée. Les opérateurs de télévision à péage tels que Canal+ / Canalsat, TNTSAT (filiale du groupe Canal +), Orange TV (notamment l'offre satellite), le bouquet suisse SSR-SRG et BIS TV (déploiement fin octobre 2016) l'utilisent déjà. D'autres bouquets (notamment le bouquet africain TVSAT) suivront certainement le mouvement pour sécuriser davantage leurs contenus.
Les versions antérieures et ce, jusqu'à la version PC4 basée sur le chipset SLE66 d'Infineon ayant été « compromises » (elles ont permis à des téléspectateurs non autorisés à accéder frauduleusement aux programmes), les opérateurs préfèrent désormais la version PC6.0 qui, à ce jour, n'a pas été « compromise ». 
À partir de janvier 2017, certains opérateurs tels que Canal+/Canalsat entendent renforcer leur contenu par le lancement d'une nouvelle librairie logicielle ACS5.0 développée également par Viaccess Orca. Encore une fois, il est à présager que d'autres opérateurs évoluent vers cette version de librairie qui intègre notamment un bootloader secure.

## Principes
On peut distinguer trois éléments dans le contrôle d'accès Viaccess : 
- un protocole, permettant de délivrer à distance, sur l'équipement installé chez l'abonné, les clés de chiffrement ouvrant accès aux programmes correspondant à l'abonnement souscrit ;
- un module d'accès conditionnel, installé chez l'abonné (soit intégré au récepteur satellite, soit disponible séparément sous la forme d'une carte reprenant le format physique de la norme PCMCIA), et équipé d'un lecteur de cartes à puce ; ce module dialogue d'une part avec la carte à puce selon le jeu d'instructions prévu par le protocole Viaccess, et lorsque la carte à puce lui fournit en retour les clés nécessaires, désembrouille d'autre part les chaînes reçues ;
- une carte à puce à la norme ISO 7816, implémentant le protocole Viaccess, et fournissant au module d'accès conditionnel les moyens à durée de vie courte de désembrouiller les chaînes (mots de contrôle), tandis qu'elle garde secrets les moyens à durée de vie longue (clés d'exploitation et de gestion).

Viaccess n'a pas pour fonction de chiffrer ni l'image ni le son de la transmission télévisée. Ce travail d'embrouillage est réalisé par un autre procédé, appelé Common Scrambling Algorithm (common, car utilisé par toutes les télévisions diffusées en DVB, quel que soit le système d'accès conditionnel qu'elles utilisent par ailleurs). Un système d'accès conditionnel tel que Viaccess se limite à fournir ou non les moyens de désembrouiller les programmes avec l'algorithme CSA, en fonction des clés secrètes et des droits d'accès détenus par la carte à puce d'abonné, et à mettre à jour ces clés et ces droits sur cette carte.

## Évolutivité
Les récepteurs satellite et câble en exploitation en 2008 disposent de la génération Viaccess 3. Elle garantit théoriquement une « compatibilité ascendante »(ils peuvent accepter des cartes à puce de génération antérieure). La compatibilité descendante  ou « rétro-compatibilité » (par exemple, carte à puce de génération 4 dans un récepteur compatible Viaccess 2) est également assurée, sous réserve que les nouvelles fonctionnalités (principalement liées à la sécurité) ne soient pas mises en œuvre sur ces cartes de dernières générations.
Par exemple, en France, CANAL+, CANALSAT, ORANGE TV, BIS TV, TNTSAT et FRANSAT utilisent ou utilisaient des cartes Viaccess 4. En Suisse, le bouquet SSR SRG utilise le Viaccess 4, 5 et 6. Les bouquets français CANAL+/CANALSAT, TNTSAT et FRANSAT mettent en œuvre certaines fonctions additionnelles, et de ce fait, les cartes de ces opérateurs ne marchent que dans les décodeurs labellisés TNTSAT ou CANAL READY pour TNTSAT et CANALSAT. Quant à FRANSAT, sont utilisés des CAM PCMCIA ou des décodeurs mettant en œuvre le mode sécurisé dit secure. C'est-à-dire avec utilisation de la nano commande 0xE0 que le bouquet Orange a été le premier utilisé pour ajouter une protection supplémentaire sur ses programmes. Autre point, une carte FRANSAT ne marche pas dans un décodeur TNTSAT et inversement. Cela est dû à une fonctionnalité du récepteur qui contient une liste de diffuseurs/opérateurs autorisés. A titre d'information, une EMM récepteur permet de mettre à jour les opérateurs utilisés sur un décodeur donné compatible Viaccess Orca.
Le but principal des successives évolutions de Viaccess est de renforcer la robustesse et la sécurité du contrôle d'accès (avec des mécanismes de chiffrement plus complexe pour les rendre plus difficile voire impossible à compromettre). Sur certains modules externes (PCMCIA) ou récepteurs, la mise à jour logicielle de l'accès conditionnel est autorisée afin de les rendre évolutifs et compatibles avec les dernières évolutions. Ces mises à jour se font généralement en Over The Air (OTA) via le flux données satellite,  TNT, xDSL voire fibre optique (FTTH). La tendance étant au cardless autrement dit désormais l'absence totale de support physique contenant les algorithmes et clefs du contrôle d'accès. C'est le cas notamment des dernières Livebox fibre de chez Orange qui sont basées sur un SoC de chez Broadcom.

## Viaccess Orca
Lors du salon IBC de 2012, Viaccess annonce officiellement l'absorption de sa filiale Orca Interactive pour devenir Viaccess Orca ()